# Storträsket (Sund, Åland)
Storträsket är en insjö i Sunds kommun på Åland. Sjön är delad i nord-sydlig riktning mellan byarna Sibby och Strömbolstad.
Arean är 20,5 hektar och strandlinjen är 2,3 kilometer. Storträsket ligger 3 meter över havet.
Avrinningen sker söderut till de mindre sjöarna Lillträsket och Potten och sedan till den större sjön Östra Kyrksundet, därefter till sjön Västra Kyrksundet som via Kloströmmen är förbunden med viken Slottssundet och innanfjärden Lumparn, som bägge utgör delar av Skärgårdshavet.